# Shirō Kazami
Shirō Kazami (Kazami Shirō), es un personaje de ficción perteneciente a la serie Kamen Rider V3, interpretado por Hiroshi Miyauchi, toma la identidad de Kamen Rider V3 (仮面ライダーV3 Kamen Raidā Buisurī)

## EnKamen Rider V3
Shiro Kazami atestiguó la muerte de un hombre a manos de Destron, lo que lo hace un blanco, para Destron. Más tarde Kazami rescata a una mujer llamada Junko Tama, que también es un blanco para Destron. Al volver a casa, ve que sus padres y su hermana han sido asesinados por un monstruo de Destron, pero llega a la escena Takeshi Hongo, el Profesor de Química de Kazami, que se transforma en Kamen Rider 1. A la escena llega también Kamen Rider 2, pero el monstruo escapa, es ahí cuando Kazami les pide a los Riders que lo conviertan en un cyborg, como ellos, para poder vengar a sus padres.
Los Riders se infiltran en la base de Destron, pero es ahí cuando descubren que Kazami también se infiltró, y es intoxicado por un gas. Los Riders no tienen más opción que transformarlo en un cyborg. Durante la operación, que convertiría a Kazami en un cyborg, la sala de operaciones sufre un pequeño derrumbe, ya que la operación surtió efecto en el nuevo Henshin Belt de Kazami. Pero la hora de pelear llamaba a los Rider, así que dejaron a Kazami en la sala de operaciones mientras ellos iban a pelear contra Tortuga Bazooka, que estaba atacando a la zona donde los Riders operaban a Kazami.
Es entonces cuando aparece Kamen Rider V3. V3 ayuda en la batalla de los Otros Rider contra Tortuga Bazooka. Más tarde, Kazami se encuentra con el asesino de sus padres, justo en ese momento, hace Henshin por primera vez (ya que en la primera aparición no se vio el Henshin, ya estaba transformado). V3 derrota al monstruo con la V3 Kick. 
Mientras los otros Riders contra el monstruo, este activa un detonador nuclear, con lo que provocaría una explosión, pero los Riders 1 y 2 se sacrifican, llevando a Tortuga Bazooka muy lejos del lugar. Se ve una explosión gigante a lo lejos, los Riders y el Monstruo ya no existían, y un Kazami desconsolado, mirando al mar, los Riders 1 y 2 ya no estaban, él estaba solo.
Kazami, entonces, descubriría más adelante sus habilidades como V3, mejorando su capacidad como guerrero, cosa que sería provechosa en su declarada guerra contra Destron. V3 fue derrotando uno por uno a los 4 Generales de Destron.
Es en el Episodio 33 donde 1 y 2 vuelven a la acción, no habían muerto, sino que sobrevivieron. Es ahí donde se produce el Primer Team Up en Kamen Rider, con Takeshi Hongo, Kamen rider 1, Hayato Ichimonji, Kamen Rider 2, y Shiro Kazami, Kamen Rider V3.
La historia seguiría cuando hace su aparición Joji Yuuki, que se transforma en Riderman, que desafía a V3 en combate, ya que Yuki es un soldado de Destron, pero fue traicionado por Marisco Armado. V3 logra convencer a Riderman de que Destron es una Organización Malvada, y es ahí donde se forma una nueva Dupla Rider, con V3 y Riderman.
Riderman ayuda a V3 a infiltrase en la base de Destron. V3 y Riderman continúan su lucha dentro de la base de Detron, pero Riderman hace un acto parecido al de los Riders 1 y 2: Se infiltra en un misil que iba a ser lanzado para destruir Tokio, pero Riderman activa una bomba dentro del misil, que explota en pleno vuelo, con Riderman adentro. Por su acto de valentía, V3 lo nombra el Kamen Rider 4 como Tributo.
V3 continúa su batalla final contra Destron, venciendo a Marisco Armado, y más tarde, al Gran Líder de Destron. Kazami ha triunfado sobre Destron, pero su Aventura Rider continúa, y volverá a la acción siempre que sea necesario.

## EnKamen Rider X
Keisuke Jin es derrotado por un monstruo, pero Kazami lo opera, dándole más energía a X-Rider. También aparece en el Team Up de Kamen Rider X con los otros Riders.

## EnKamen Rider Stronger
V3, junto a los otros Riders, más Amazon, asisten a Stronger en su batalla final contra el Ejército Delza.

## EnNew Kamen Rider
V3, junto a los otros Riders, más Stronger, asisten a Skyrider en su batalla final contra Neo-Shocker.

## EnKamen Rider Super-1
Los Riders solo aparecen en la película de Super-1, donde lo asisten en su batalla.

## EnKamen Rider ZX
Los Riders se reúnen para destruir al Imperio Badan, pero el Nuevo Rider, ZX, se impone ante Riderman y Super-1. Kazami, entonces, debe explicarle a ZX, mediante un video, el mundo de los Kamen Riders.

## EnKamen Rider Black RX
Los Rider se reúnen en el Arizona para entrenar, para así poder ayudar a Black RX en sus últimas batallas contra el Imperio Crisis.

## Datos
El Cinturón Henshin de Kazami se llama Double Typhoon, que se activa con la frase Henshin V3. Double Typhoon le da variadas técnicas de combate a V3, pero la más conocida es la V3 Kick. Su motocicleta se llama Hurricane.
- Datos: Q6356778